# Jim Cornette
James Mark Cornette, meglio conosciuto come Jim Cornette (Louisville, 17 settembre 1961), è uno sceneggiatore, promoter, manager di wrestling e produttore di wrestling statunitense, noto per i suoi trascorsi nella World Wrestling Federation/Entertainment, nella World Championship Wrestling e nella Total Nonstop Action.

## Carriera

### Continental Wrestling Association (1982–1983)
Nel 1982 Cornette collaborava con molte riviste di wrestling scrivendo articoli e fornendo loro foto, soprattutto lavorò per la rivista Championship Wrestling Magazine. In agosto, si recò a Memphis per assistere a un match tra Jerry Lawler e Ric Flair. Al termine dello show, gli venne offerto il ruolo di manager dal promoter Jerry Jarrett.
Prima del suo esordio come manager, Cornette decise di adottare il ring name "James E. Cornette" in omaggio al leggendario promotore di wrestling James E. Barnett. Cornette debuttò il 25 settembre 1982, facendo da manager a Sherri Martel. Ricevette la gimmick del ragazzino ricco ma inetto come manager, che veniva licenziato dai suoi clienti dopo ogni match. Alcuni lottatori che presero parte a questo angle furono Dutch Mantell e Crusher Broomfield. Nel corso dei successivi 14 mesi Cornette fece inoltre da manager a Jesse Barr, Exotic Adrian Street e a un trio di nome "Cornette Dynasty" composto da Carl Fergie, Norman Frederick Charles III e The Angel. Dopo un breve periodo trascorso in Georgia tramite un accordo che Jarrett aveva fatto con Ole Anderson, Cornette tornò a Memphis nel luglio 1983, e lavorò come co-manager insieme a Jimmy Hart.

### Mid-South Wrestling (1983–1984)

#### Formazione dei Midnight Express
Nel novembre 1983 il promoter della Mid-South Bill Watts si rese conto che i suoi affari erano in calo e cercò qualcosa per rinvigorire la sua compagnia. Watts chiese a Jerry Jarrett e Jerry Lawler di assistere alla registrazione di un suo programma TV e di dare la loro opinione. Jarrett suggerì di cercare qualche nuovo talento ed invitò Watts a Memphis. Watts scelse Dennis Condrey e Bobby Eaton per creare un nuovo tag team, ed inoltre prese la coppia già esistente Ricky Morton e Robert Gibson per dare vita ai The Rock 'n' Roll Express. Infine, volle prendere anche il giovane manager Jim Cornette, che nelle sue stesse parole: «Era così odioso che avrei voluto prenderlo a schiaffi», e: «Sapevo che sarebbe stato un successo istantaneo per gli ascolti se riusciva a farmi arrabbiare così tanto».
Watts mise Cornette a fare da manager al suo nuovo tag team, che fu chiamato The Midnight Express.
L'influsso dei nuovi talenti si rese subito tangibile ed ebbe un impatto immediato sugli ascolti dei programmi della Mid-South Wrestling. Fu durante questo periodo che Cornette cominciò ad utilizzare una racchetta da tennis come oggetto distintivo. Egli dichiaròp di aver visto un film all'epoca con un odioso ragazzo ricco che portava con sé una racchetta da badminton; quindi scelse una racchetta da tennis.

#### Feud con Magnum T. A. e Mr. Wrestling II
Cornette e i Midnight Express debuttarono nella Mid-South il 23 novembre 1983. Dopo qualche settimana, la coppia affrontò i campioni tag team Mid-South Magnum T.A. & Mr. Wrestling II. Durante una registrazione televisiva per la firma di un contratto per un imminente incontro, i Midnight e Cornette attaccarono Magnum T. A. e lo ricoprirono di catrame e piume. Il feud proseguì fino al marzo 1984, quando i Midnight Express vinsero i titoli di coppia.

#### The Last Stampede
Il 14 marzo 1984 Cornette e i Midnight stavano celebrando la conquista dei titoli tag team, con tanto di torta e champagne. Mentre Cornette era girato di spalle, arrivarono di corsa i Rock 'n' Roll Express e spinsero la faccia di Cornette nella torta. Cornette si infuriò in seguito quando Bill Watts rimandò in onda l'incidente in TV perché pensava che fosse divertente. Ciò portò a un acceso alterco tra i due, che si concluse con Watts che schiaffeggiò Cornette. Nelle settimane successive, i Midnight Express e Cornette attaccarono ed infortunarono Watts portandolo a ritirarsi.
In una serie di match denominati "The Last Stampede", Watts e il suo partner mascherato Stagger Lee (presumibilmente Junkyard Dog) affrontarono i Midnight Express e Cornette. La stipulazione era semplice; se i Midnight vincevano, Cornette avrebbe controllato la Mid-South Wrestling per 60 giorni; se invece perdevano, Cornette veniva denudato e costretto ad indossare un vestito ridicolo (talvolta anche da donna). Nel corso di 5 settimane, la serie di match Last Stampede stracciò ogni record al box office per la Mid-South.

#### Rivalità con i Rock 'n' Roll Express
Il periodo di Cornette trascorso nella Mid-South fu notevole anche perché segnò l'inizio della rivalità con i Rock 'n' Roll Express. A partire dal maggio 1984, immediatamente dopo la serie Last Stampede, i due team si scontrarono per tutto il resto dell'anno. In particolare, questo feud rese i Midnight Express e Jim Cornette stelle a livello nazionale.

### World Championship Wrestling (1985–1990)

#### The Midnight Express
Con Cornette come loro manager, il tag team dei Midnight Express vinse per due volte il titolo NWA World Tag Team Championship e altri due titoli NWA United States Tag Team Championship. Nella veste di manager heel, Cornette era famoso per i suoi discorsi ad alta voce e per l'immancabile racchetta da tennis spesso utilizzata come arma per colpire gli avversari dei suoi clienti ed ottenere una vittoria (anche) sleale per conto dei suoi durante i match. All'epoca Cornette era uno dei manager più odiati e i fan adoravano vederlo picchiato o umiliato. Lui e i Midnight Express erano così odiati da rendere necessario che fossero scortati dalla polizia fuori dalle arene dopo i match.

#### Starrcade '86: Scaffold match

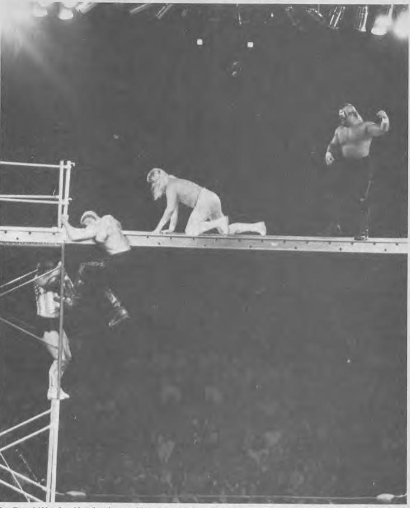
Un frangente dello Scaffold match di Starrcade 1986

Quando era manager dei Midnight Express negli anni ottanta, Cornette subì un grave infortunio al ginocchio durante uno Scaffold Match tra i Midnight Express e i Road Warriors svoltosi a Starrcade '86. In un'intervista Cornette ha raccontato che Dusty Rhodes lo convinse a fare una pericolosa bravata nel momento nel quale avrebbe dovuto cadere dell'alto della passerella sospesa sopra il ring, che Cornette stima fosse stata posta a venticinque piedi d'altezza dal pavimento dell'arena. L'idea iniziale era che Paul Ellering, il manager dei Road Warriors, avrebbe dovuto inseguire Cornette sulla passerella. Una volta lì, egli avrebbe dovuto essere acciuffato da Road Warrior Animal, che lo avrebbe aiutato a scendere dalla passerella tenendolo ben stretto, fino a quando Cornette, sceso alla distanza giusta, si sarebbe bloccato per poi cadere sul ring appena pronto. Cornette, però, soffriva di una grave forma di acrofobia e, preso dal panico, si gettò dalla cima della passerella. Come conseguenza della rovinosa caduta, si strappò tutti i legamenti di un ginocchio, oltre a subire un danno osseo e la rottura della cartilagine.

### Smoky Mountain Wrestling (1990–1993)
Convinto sostenitore del wrestling "old-school", Cornette fondò la federazione Smoky Mountain Wrestling (SMW) nel 1990. La SMW promuoveva show in Tennessee, Kentucky, West Virginia, Georgia, e Carolina del Nord e del Sud. A questo punto, però, il panorama del wrestling negli Stati Uniti era già radicalmente mutato, e nel 1992 Cornette fu costretto a cercare accordi commerciali con la World Wrestling Federation. Tuttavia, la tal cosa non mutò la percezione da parte del grande pubblico delle compagnie locali come "federazioni di serie B". Inoltre, la mossa non aiutò le finanze della compagnia, e Cornette dovette chiudere la SMW nel novembre 1993, e vendere tutti i diritti di riproduzione della stessa alla WWF. In seguito Cornette avrebbe dichiarato di aver scelto il momento sbagliato per dar vita ad una nuova federazione di wrestling, in quanto il mercato era già in recessione.

### World Wrestling Federation/Entertainment (1993–2005)
Nel 1993 Cornette entrò in WWF mentre era ancora un promoter della SMW. Come già fatto in altre compagnie, Cornette svolse diverse mansioni in WWF incluse le attività di manager, commentatore televisivo e membro del team degli sceneggiatori. Il ruolo manageriale più celebre da lui svolto in WWF fu quello di "portavoce americano" del WWF Champion Yokozuna. Dopo il fallimento della SMW, nel 1996 Cornette si dedicò a tempo pieno alla WWF, principalmente in veste di talent scout.
Davanti agli schermi era il leader malvagio della stable "Camp Cornette", che ebbe tra i suoi membri Yokozuna, Mantaur, Vader, Owen Hart e The British Bulldog. Fu anche manager di Tom Prichard e Jimmy Del Ray durante il loro breve stint in WWF. Nel 1997 Cornette divenne stabilmente commentatore dei programmi televisivi WWF. Fu in questo periodo che iniziò a fare una serie di controverse dichiarazioni su quello che riteneva giusto o sbagliato nel mondo del wrestling e sebbene fosse stipendiato dalla WWF, Cornette non esitava a lodare lottatori della WCW che secondo lui se lo meritavano. Dopo un'intensa attività come booker dietro le quinte, Cornette venne rimosso dall'incarico per le frequenti liti con il collega Vince Russo.
Nel 1998 Cornette capeggiò la "NWA Invasion" con una stable che includeva Jeff Jarrett, Barry Windham e The Rock 'n' Roll Express. Dopo una parentesi come manager dei "New" Midnight Express sparì dalla circolazione. Tornò ad apparire in un programma WWF in occasione di WrestleMania X-Seven a Houston, per prendere parte alla "Gimmick Battle Royal" e venendo eliminato quasi subito da Hillbilly Jim.
Successivamente Cornette ricoprì la carica di booker e co-proprietario della Ohio Valley Wrestling, all'epoca principale territorio di sviluppo della WWE. Come sviluppatore di talenti Cornette contribuì alla scoperta di future stelle come John Cena, Randy Orton e Brock Lesnar.
Nel maggio 2005 Cornette venne sospeso per diverse settimane per aver preso a schiaffi nel backstage Anthony Carelli, colpevole a suo dire di non aver "venduto" bene sul ring il wrestler The Boogeyman ridendogli in faccia durante un evento OVW dal vivo (e quindi mancando dell'opportuna reazione da parte di un wrestler che subisce un'offensiva o una mossa da parte dello sfidante). Poco tempo dopo la WWE non rinnovò il contratto di Cornette, che lasciò la compagnia nel luglio 2005. Nella primavera del 2007 Carelli, ora diventato un wrestler WWE professionista con il ring name di Santino Marella, apparve durante un programma radiofonico canadese dove sfidò pubblicamente Jim Cornette a combattere con lui sul ring nonostante all'epoca Cornette fosse sotto contratto con la compagnia rivale TNA.
Nel 2017 ritorna in WWE nella serata della Hall of Fame, introducendovi i Midnight Express.

### Total Nonstop Action (2006–2009)
Cornette viene messo sotto contratto con la TNA nel 2006 ed entrò a far parte dello staff addetto al booking, nonostante la presenza di Russo. Ricoprì inoltre il ruolo di General Manager on screen, sebbene le sue apparizioni in veste di questo ruolo furono molto ridotte come numero di minuti, in modo da non creare un'altra figura alla Mr. McMahon, e successivamente verrà accompagnato da Matt Morgan come guardia del corpo.
Numerosi sono i benefici apportati da Cornette nel suo periodo in TNA, tra cui chiedere direttamente ai wrestler i principali problemi presenti nella compagnia. Lascia la TNA nel 2009, a causa della incompatibilità con il team creativo guidato da Russo.

### Ring of Honor (2009–2012)

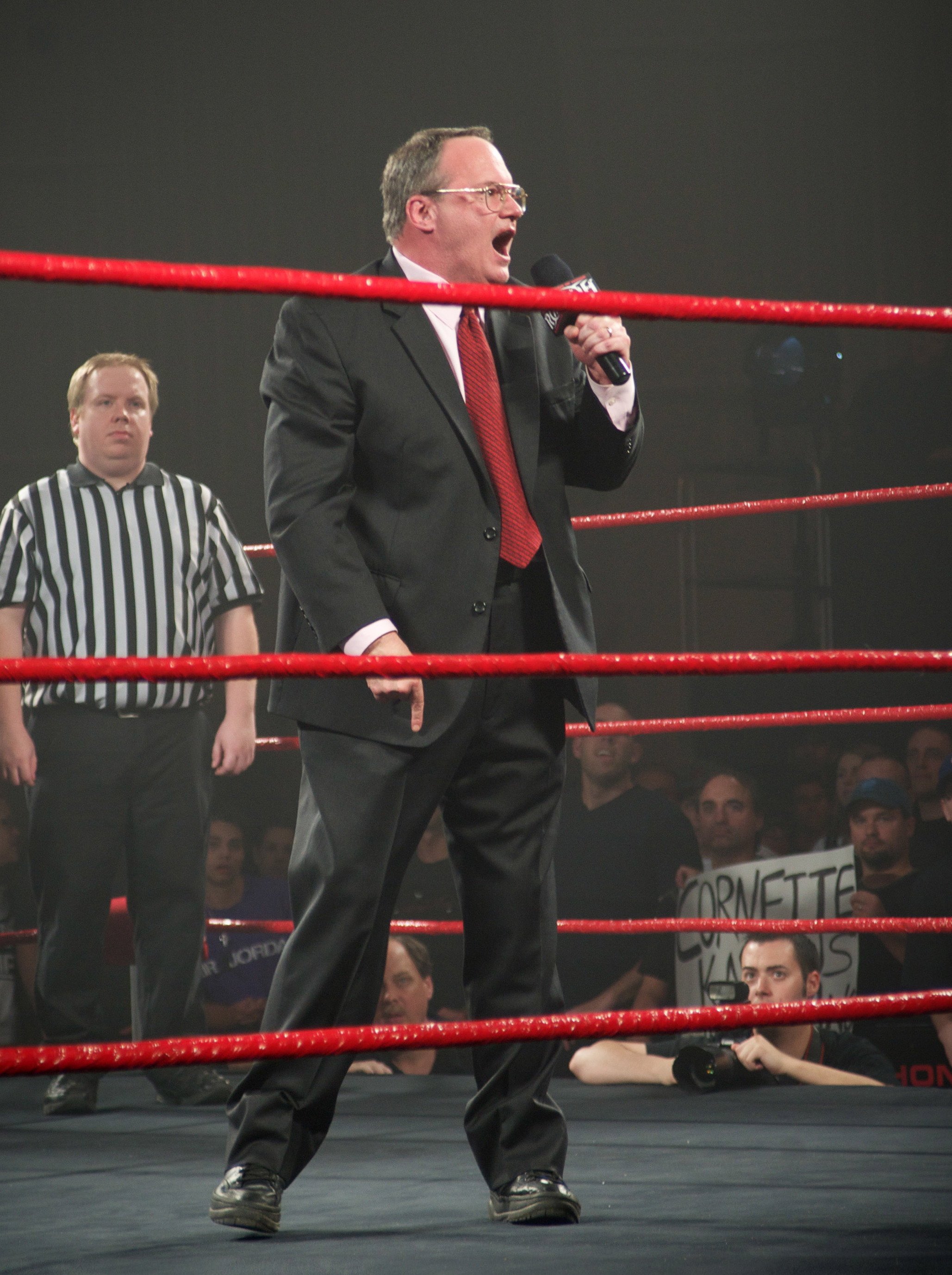
Cornette nella Ring of Honor

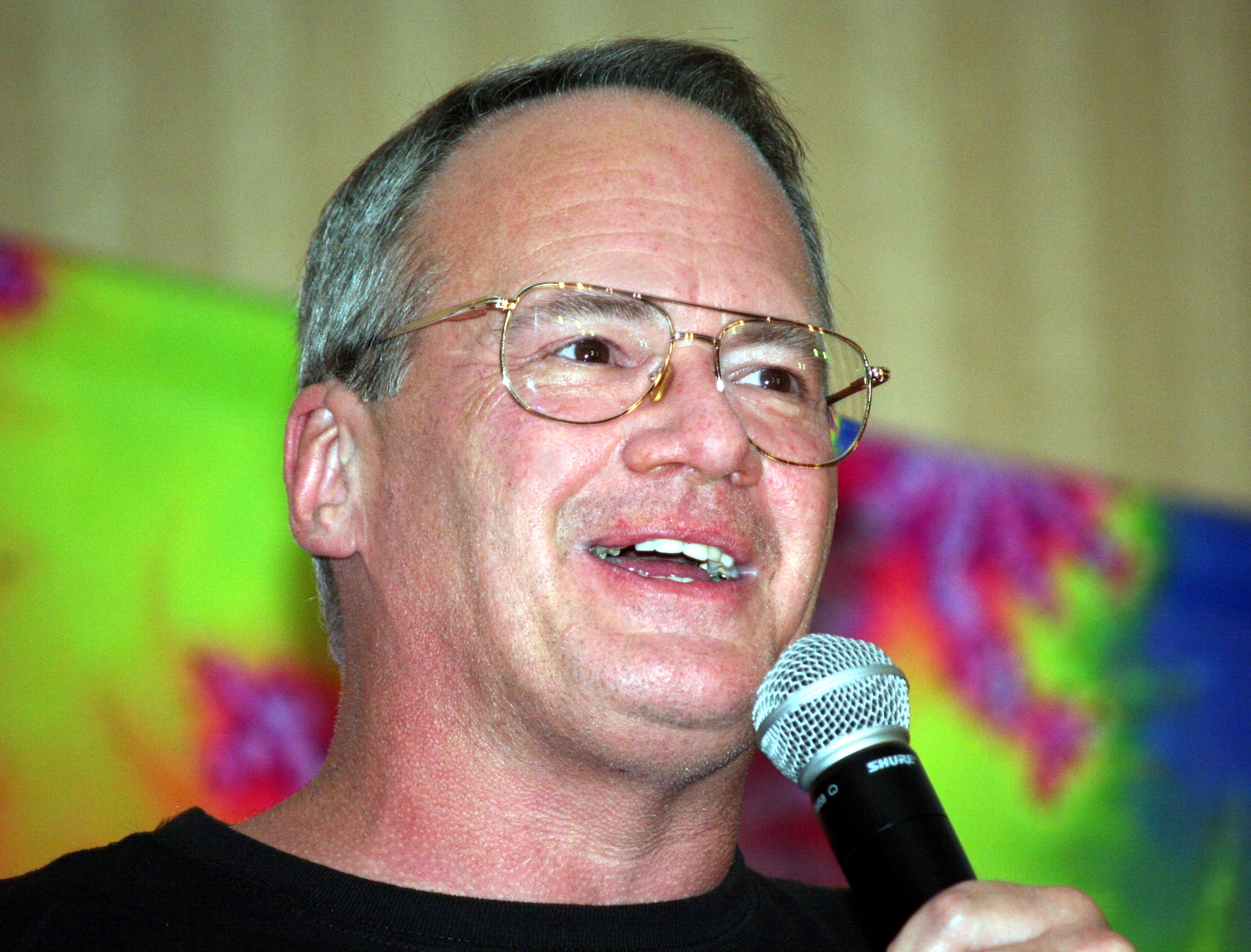
Jim Cornette nel 2014

Nel 2009 Cornette viene assunto dalla Ring of Honor come produttore esecutivo, ruolo che mantiene fino al 2012 quando, alla scadenza del contratto, decide di prendersi un periodo sabbatico per concentrarsi sulla sua salute e altri progetti.

### What Culture Pro Wrestling (2016–2017)
Il 6 ottobre 2016, Cornette fece la sua prima apparizione in due anni svolgendo il ruolo di telecronista per la What Culture Pro Wrestling in occasione del loro evento Refuse to Lose tenutosi a Newcastle upon Tyne, Inghilterra. Al tavolo dei commentatori fu affiancato dall'amico Jim Ross. He then provided commentary for their next event True Legacy, which took place a few days later. Cornette tornò nella WCPW il 1º aprile 2017 allo show State of Emergency. Cornette e Matt Striker fornirono il commento per il debutto della federazione britannica negli Stati Uniti.

### Apparizioni in WWE (2017–2018)
Il 31 marzo 2017 Jim Cornette tornò in WWE dopo 12 anni di assenza quando introdusse i The Rock 'n' Roll Express nella WWE Hall of Fame. Cornette partecipò anche a un episodio della serie Table For 3 su WWE Network insieme a Eric Bischoff e Michael Hayes. Da allora, Cornette ha fatto un'altra apparizione in WWE, prendendo parte a un episodio della serie Photo Shoot nel marzo 2018, sempre su WWE Network.

### National Wrestling Alliance (2018–2019)
La National Wrestling Alliance scelse Jim Cornette come commentatore televisivo per lo show NWA 70th Anniversary che si svolse il 21 ottobre 2018. Si trattò del primo pay-per-view della NWA in anni. Cornette si unì a Tony Schiavone al commento per il main event della serata, il match per il titolo NWA World Heavyweight Championship tra Nick Aldis e Cody Rhodes.
Tornò poi in occasione del torneo Crockett Cup il 27 aprile 2019. Il 12 settembre Cornette fu annunciato come parte dei commentatori per il programma NWA Power. Tuttavia, nell'episodio di NWA Power trasmesso il 19 novembre durante il match tra Nick Aldis e Trevor Murdoch, Cornette dichiarò: «[Trevor Murdoch] è l'unico uomo che abbia mai conosciuto che può legarsi un secchio di pollo fritto sulla schiena e guidare uno scooter a motore attraverso l'Etiopia. Trevor Murdoch sa come prendersi cura di se stesso!». Più tardi quello stesso giorno, la NWA si scusò per il commento di Cornette ritenuto razzista e ritirò l'episodio per rimuovere l'osservazione. Il giorno dopo Cornette lasciò la NWA. Cornette aveva già fatto la stessa battuta in precedenza durante una puntata di Monday Night Raw del 6 marzo 1995.

### Major League Wrestling (2019)
Cornette debuttò nella Major League Wrestling (MLW) come commentatore televisivo il 2 marzo 2019 in occasione dell'evento Intimidation Games a Chicago, Illinois. Ritornò al banco dei telecronisti in aprile per i ppv Rise of the Renegades e Battle Riot II. Fin dall'inizio, svolse anche in via non ufficiale la mansione di road agent per la federazione. Ciò incluse anche la formazione dei giovani talenti in materia di promo e presentazione televisiva. In marzo egli confermò di non essere sotto contratto esclusivo con la compagnia, ma di essere disposto a lavorare continuativamente per essa. Successivamente, Cornette continuò la collaborazione con la MLW presenziando come telecronista a Fury Road in giugno e al successivo evento in programma. La sera seguente fu annunciato che Cornette non avrebbe più collaborato con la compagnia, in quanto al suo posto era stato chiamato Tony Schiavone.

## Controversie
Il giornalista Justin Barrasso di Sports Illustrated scrisse nel 2019 che "Cornette resta una delle personalità più controverse del mondo del wrestling, anche se le sue idee poggiano le proprie basi su un'esperienza di oltre quaranta anni nel business." Defininendosi un purista, Cornette ha criticato spesso altri modi di intendere il wrestling diversi dal suo, come per esempio lo stile hardcore della Extreme Championship Wrestling di Paul Heyman, da lui liquidato come "stronzate hardcore". Inoltre non ha mai lesinato critiche all'aspetto fisico di alcuni wrestler; per esempio deridendo la scarsa altezza di Marko Stunt o il peso di Kevin Owens e Joey Janela. Cornette ricevette il supporto e la solidarietà di alcune personalità nel mondo del wrestling, come l'NWA Champion Nick Aldis, che scrisse un articolo per Flagged Sports difendendo Cornette e le sue opinioni come commentatore NWA, quando alla dirigenza della federazione giunsero richieste di licenziarlo per le sue affermazioni controverse.

### Conflitti con Vince Russo
Cornette lavorò insieme a Vince Russo in WWF negli anni novanta e in TNA durante gli anni duemila, scontrandosi regolarmente con lui per divergenze di vario genere, e arrivando ad "odiarlo" intensamente negli ultimi anni. Cornette ha criticato pubblicamente Russo sin dalla sua fuoriuscita dalla TNA nel 2009, incolpandolo del suo abbandono a causa delle divergenze creative.
Nel marzo 2010, Cornette inviò all'allora dirigente della TNA Terry Taylor una email nella quale scrisse: "Voglio che Vince Russo muoia. Se riuscissi a trovare un modo per ammazzarlo senza andare in galera, sarebbe il più grande traguardo della mia vita."
Nel corso di un podcast nel 2017, Cornette sfidò Russo a un confronto fisico. Russo rispose facendo emettere un ordine di restrizione nei suoi confronti accusandolo di "stalking fin dal 1999". Per tutta risposta, Cornette cominciò a vendere copie autografate dell'ordine restrittivo sul suo sito web personale, donando il ricavato in beneficenza.
La rivalità Russo vs. Cornette è stata ampiamente discussa negli episodi della docu-serie Dark Side of the Ring dedicati allo Screwjob di Montréal e a Brawl for All, andati in onda rispettivamente nel 2019 e nel 2020.

### Conflitti con Mark Madden
Cornette lavorò per breve tempo con Mark Madden in WCW nel 1993. Anche se i due inizialmente erano amici, i loro rapporti si deteriorarono velocemente e Cornette iniziò a definire Madden un "grasso bugiardo" negli anni seguenti.
Madden, da parte sua, definì Cornette una "puttana da due soldi" e raccontò che la loro amicizia finì a causa di Cornette che si sentiva offeso dalle accuse di razzismo da lui ricevute per l'utilizzo di alcune gimmick afroamericane nella SMW.

## Titoli e riconoscimenti
Iconic Heroes Wrestling Excellence
- Hall of Fame (2015)

National Wrestling Alliance
- NWA Hall of Fame (2005)

Pro Wrestling Illustrated
- Manager of the Year (1985, 1993, 1995)

Professional Wrestling Hall of Fame and Museum
- Hall of Fame (2012)

World Wrestling Federation
- Slammy Awards (2)
  - Best Dressed (1994)
  - Blue Light Special for Worst Dresser (1996)

Wrestling Observer Newsletter
- Manager of the Year (1984, 1985, 1986, 1987, 1988, 1989, 1990, 1992–1996)
- Best on Interviews (1985, 1986, 1987, 1988, 1993)
- Best Booker (1993, 2001, 2003)
- Best Non-Wrestler (2006)
- Best Pro Wrestling Book (2009)
- Wrestling Observer Newsletter Hall of Fame (1996)